# Tala med henne
Tala med henne (spansk originaltitel: Hable con ella) är en spansk film från 2002, regisserad av den spanske regissören Pedro Almodóvar som även skrivit filmens manus.

## Handling
"Tala med henne", säger sjukvårdaren Benigno till Marco vid kärestan Lidias sjuksäng. Lidia ligger i koma efter en olycka. Journalisten Marco har fått ett förhållande med den kvinnliga matadoren Lidia, sedan han skulle göra en intervju med henne, och har följt henne rund på uppträdanden på olika tjurfäktningsarenor i Spanien. Sista gången gick det illa, när tjuren stångade omkull henne och släpade runt henne i ringen.
Benignos arbete på sjukhuset är att passa en annan patient som ligger i koma – den unga flickan Alicia, som ligger medvetslös för fjärde året i rad efter en trafikolycka. Benigno sköter uppgiften mycket samvetsgrant: Han tvättar henne, masserar henne och ger henne skönhetsvård. Han tar gärna vakten i stället för de andra som har hand om Alicia. Hela tiden när han sköter henne, pratar han med henne, visar henne saker och behandlar henne i stort sett som en vaken patient.
I en tillbakablick kommer det fram att Benigno har haft mer än ett professionellt förhållande till Alicia. Långt före olyckan var han förälskad på avstånd i den unga flickan, som han först upptäckte inne på en balettstudio tvärs över gatan mitt för lägenheten, som han nu bor ensam i, sedan hans mor dog. Han blev med tiden besatt av Alicia. När han kom underfund med att hon var dotter till en psykiater, beställde han tid hos denne, bara för att komma i närheten av henne. Här berättar han att han aldrig har varit tillsammans med en kvinna. All hans erfarenhet av kvinnor är femton års samliv med en osällskaplig mor.
Vid ett tillfälle blir Alicia inlagd för vård på samma sjukhus som Benigno är anställd på, och Benigno tar med glädje på sig arbetet med att sköta om henne. De veckor Marco är på sjukhuset uppstår ett vänskapligt förhållande mellan honom och Benigno. En kväll anförtror Benigno en chockerad Marco att han vill gifta sig med Alicia. Lidias ex berättar för Marco att de i hemlighet har återförenats en månad innan olyckan. Marco reser ut i världen för att komma bort därifrån. En dag läser han i en spansk tidning, som han fått sig tillskickad, att Lidia är död. När han ringer till sjukhuset för att få tala med Benigno, får han veta att Benigno inte arbetar där längre. Han sitter i stället i fängelse, dömd för våldtäkt på Alicia.
Marco reser hem och besöker Benigno i fängelset. Det slutar med att han får låna Benignos lägenhet. En dag ser han genom fönstret till balettstudion en flicka som han inser måste vara Alicia. Hon är tydligt präglad av vad hon har gått igenom, men hon lever! Marco får reda på att hon har fött barnet, att barnet var dödfött, men att havandeskapet och födseln hade gjort att hon hade återfått medvetandet igen. Benigno ska inte få veta att Alicia lever; istället säger man till honom att hon är död. En dag får Marco ett telefonsamtal från Benigno, där han berättar att han vill träffa henne igen där hon är nu. Marco skyndar sig till fängelset, men kommer för sent.

## Rollista
| Javier Cámara     | – Benigno Martín  |
| Darío Grandinetti | – Marco Zuluaga   |
| Leonor Watling    | – Alicia          |
| Rosario Flores    | – Lydia González  |
| Mariola Fuentes   | – Rosa            |
| Geraldine Chaplin | – Katerina Bilova |